# نوسینیه
نوسینیه (به لاتین: Nevesinje) یک منطقهٔ مسکونی در بوسنی و هرزگوین است که در جمهوری صرب بوسنی واقع شده‌است. نوسینیه ۸۷۷٬۰۸ کیلومتر مربع مساحت و ۱۳٬۷۵۸ نفر جمعیت دارد.